# عبد اللطيف حسايني
عبد اللطيف حسيني (ولد سنة 1979 في أكلو، إقليم تزنيت – المغرب)، هو باحث ومدرب في مجال تكنولوجيا المعلومات والاتصال في التعليم، وكاتب مقالات في قضايا التربية والتكنولوجيا. يُعرف أيضًا بإسهاماته في تطوير الوسائط المتعددة الخاصة بتدريس اللغة والثقافة الأمازيغية.
بدأ مسيرته المهنية كأستاذ، ثم تقلد مناصب في الإدارة التربوية، وشارك بفعالية في عدد من الجمعيات والمنظمات الوطنية والدولية المهتمة بتوظيف تكنولوجيا المعلومات والاتصال في المجال التربوي.
في عام 2006، حصل على جائزة الابتكار التربوي التي تمنحها شركة مايكروسوفت بشراكة مع وزارة التربية الوطنية المغربية، تقديرًا لمشاريعه المبتكرة في إدماج التكنولوجيا في التعليم.
يُعد حسيني من المساهمين البارزين في الدفع بتوظيف الأدوات الرقمية في التعليم داخل السياق الإفريقي، وهو مؤسس شبكة AfrICTICE، وهي بوابة رقمية تُعنى بتبادل التجارب والممارسات في ميدان التعليم والتكنولوجيا على مستوى القارة الإفريقية.

## ببليوغرافيا
- دليل المدرس في تكنولوجيا المعلومات والاتصالات التربوية
- تيفيناغ للجميع
- المواطن الأمازيغي الصغير
- معجم الكفايات المتعدد الوسائط لتعليم وتعلم اللغة الأمازيغية
- أنا أتعلم الأمازيغية
- حقوقي باعتباري طفلا